# Isopropylate de titane
L'isopropylate de titane, également appelé isopropoxyde de titane par anglicisme, ou TTIP, est un composé chimique de formule Ti[OCH(CH3)2]4, parfois notée Ti(O-i-Pr)4. Cet alcoolate de titane(IV) est utilisé en synthèse organique et en science des matériaux. C'est une molécule tétraédrique et diamagnétique. L'isopropylate de titane est un composant de l'époxydation de Sharpless, une méthode lauréate du prix Nobel pour la synthèse d'époxydes chiraux,.
La structure des alcoolates de titane est souvent complexe. Le méthylate de titane (en) cristallin est tétramérique avec pour formule moléculaire Ti4(OCH3)16. Les alcoolates dérivés d'alcools plus volumineux tels que l'alcool isopropylique s'agrègent moins. L'isopropylate de titane est principalement un monomère dans les solvants non polaires.

## Synthèse
L'isopropylate de titane est préparé en traitant le tétrachlorure de titane avec de l'isopropanol. Il se forme du chlorure d'hydrogène comme coproduit : 
TiCl4 + 4 (CH3)2CHOH ⟶ Ti[OCH(CH3)2)]4 + 4 HCl.

## Propriétés
L'isopropylate de titane réagit avec l'eau pour déposer du dioxyde de titane :
Ti[OCH(CH3)2]4 + 2 H2O ⟶ TiO2 + 4 (CH3)2CHOH.
Cette réaction est utilisée dans la synthèse sol-gel de matériaux à base de TiO2 sous forme de poudres ou de couches minces. En règle générale, de l'eau est ajoutée en excès à une solution de l'alcoolate dans un alcool. La composition, la cristallinité et la morphologie du produit inorganique sont déterminées par la présence d'additifs (par exemple l'acide acétique), la quantité d'eau (taux d'hydrolyse) et les conditions de réaction.
Le composé est également utilisé comme catalyseur dans la préparation de certains cyclopropanes dans la réaction de Kulinkovich. Les thioéthers prochiraux sont oxydés de manière sélective (énantiosélective) en utilisant un catalyseur dérivé de Ti(O-i-Pr)4.

## Nom
L'isopropylate de titane(IV) est un produit commercialisé largement utilisé et a acquis de nombreux noms en plus de ceux énumérés dans l'infoboîte, par exemple : i-propoxyde de titane(IV), titanate d'isopropyle, titanate de tétra-isopropyle, orthotitanate de tétra-isopropyle, tétra-isopropylate de titane, ester tétra-isopropylique d'acide orthotitanique, titanate d'isopropyle(IV), tétra-isopropylate de titane, ester tétra-isopropylique d'acide orthotitanique, titanate d'isopropyle(IV), tétra-isopropoxyde de titane, titanate d'isopropyle, tétra-isopropanolate de titane, tétra-isopropoxytitane(IV), tétraisopropanolatotitane, tétrakis(isopropoxy)titane, tétrakis(isopropanolato)titane, etc.

## Applications
Le TTIP peut être utilisé comme précurseur pour un dépôt chimique en phase vapeur dans des conditions ambiantes comme l'infiltration dans des couches minces de polymère.